# Sipyloidea shukayi
Sipyloidea shukayi är en insektsart som beskrevs av Bi, W.N. Zhang och C.S.K. Lau 200. Sipyloidea shukayi ingår i släktet Sipyloidea och familjen Diapheromeridae. Inga underarter finns listade i Catalogue of Life.